# Стоп-кадр
Стоп-кадр — це режим роботи технічного засобу, при якому циклічно записується один кадр, тобто в певний момент часу подається сигнал на відеокамеру, і вона видає постійний зафіксований у її кадровій пам'яті кадр.
На практиці це виглядає таким чином: у деяких випадках при відеозйомці виникає потреба звернути увагу на будь-який окремий об'єкт, або на будь-яку подію, випадок тощо. При наведенні відеокамери на потрібний об'єкт оператор переводить камеру в режим «стоп-кадр», звісно, якщо камера має таку функцію (дана функція здійснюється при натисканні визначеної кнопки, а саме: повторного натискання кнопки «пуск відеозапису»; кнопки «фотографування», яка в режимі відеозапису відіграє роль кнопки пуску функції «стоп-кадр», або визначеної кнопки «стоп-кадр» тощо).
При переведенні камери в режим «стоп-кадр» камера починає циклічно записувати тільки один останній кадр.
При перегляді відеоінформації, записаної в режимі «стоп-кадр», користувач на екранi впродовж певного часу бачить фактично «фотознімок». Але швидкість, з якою так званий «фотознімок» видається на екран, становить приблизно 25-30 кадрів/с.